# کنفرانس سازمان ملل متحد برای توسعه پایدار
کنفرانس سازمان ملل متحد برای توسعه پایدار (UNCSD) که همچنین با عنوان ریو۲۰۱۲ ،ریو+۲۰ یا اجلاس سران زمین در سال ۲۰۱۲ شناخته می‌شود سومین کنفرانس بین‌المللی توسعه پایدار با هدف آشتی اقتصادی و زیست‌محیطی در راستای اهداف جامعه جهانی بود. برزیل میزبان این اجلاس در ریو دو ژانیرو از ۱۳ تا ۲۲ ژوئن ۲۰۱۲ بود. Rio+۲۰ یک پیگیری ۲۰ ساله اجلاس زمین / کنفرانس سازمان ملل دربارهٔ محیط زیست و توسعه (UNCED) بود که در سال ۱۹۹۲ در همان شهر برگزار شد. همچنین این اجلاس همزمان با دهمین سالگرد اجلاس جهانی توسعه پایدار (WSSD) در سال ۲۰۰۲ در ژوهانسبورگ بود.

## اهداف
این کنفرانس سه هدف داشت:

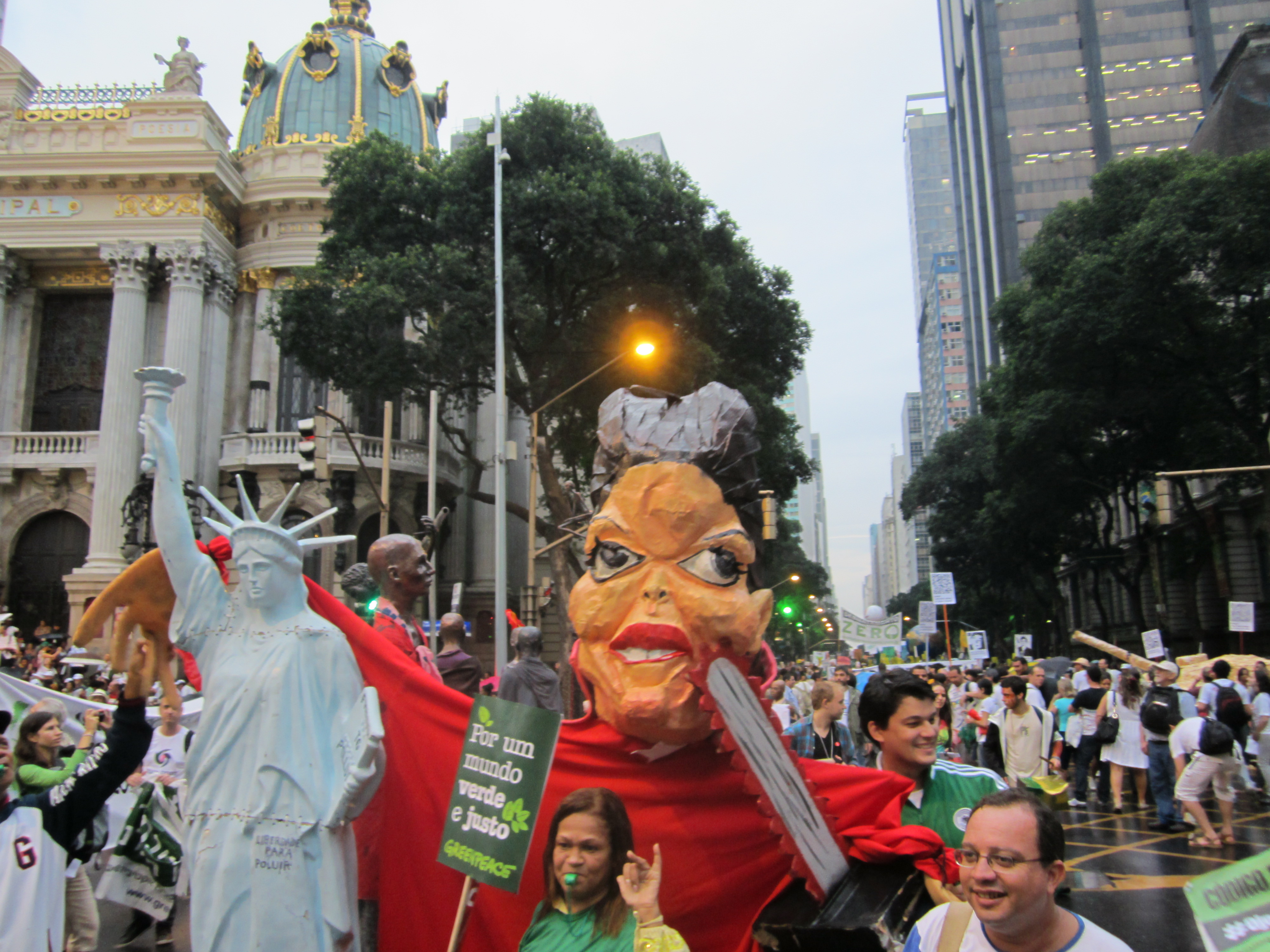
تظاهرات در ریو+۲۰ – تصویر تمثال رئیس‌جمهور برزیل دیلما روسف را با اره برقی در استقبال از مجسمه آزادی نشان می‌دهد.

1. تجدید تعهد سیاسی برای توسعه پایدار
2. ارزیابی موانع پیشرفت و اجرا در تعهدات قبلی
3. پرداختن به چالش‌های نوظهور

## محورهای کنفرانس
بحث رسمی دو موضوع اصلی داشت:
1. چگونه دستیابی به اقتصاد سبز برای رسیدن به توسعه پایدار و نجات مردم از فقر را حمایت کنیم، از جمله نحوهٔ پشتیبانی از کشورهای در حال توسعه به نوعی که آن‌ها به توسعه سبز دست پیدا کنند.
2. چگونه با ایجاد یک چارچوب نهادی، هماهنگی‌های بین‌المللی را برای توسعه پایدار بهبود بخشیم.

## رهبران حاضر و غایب

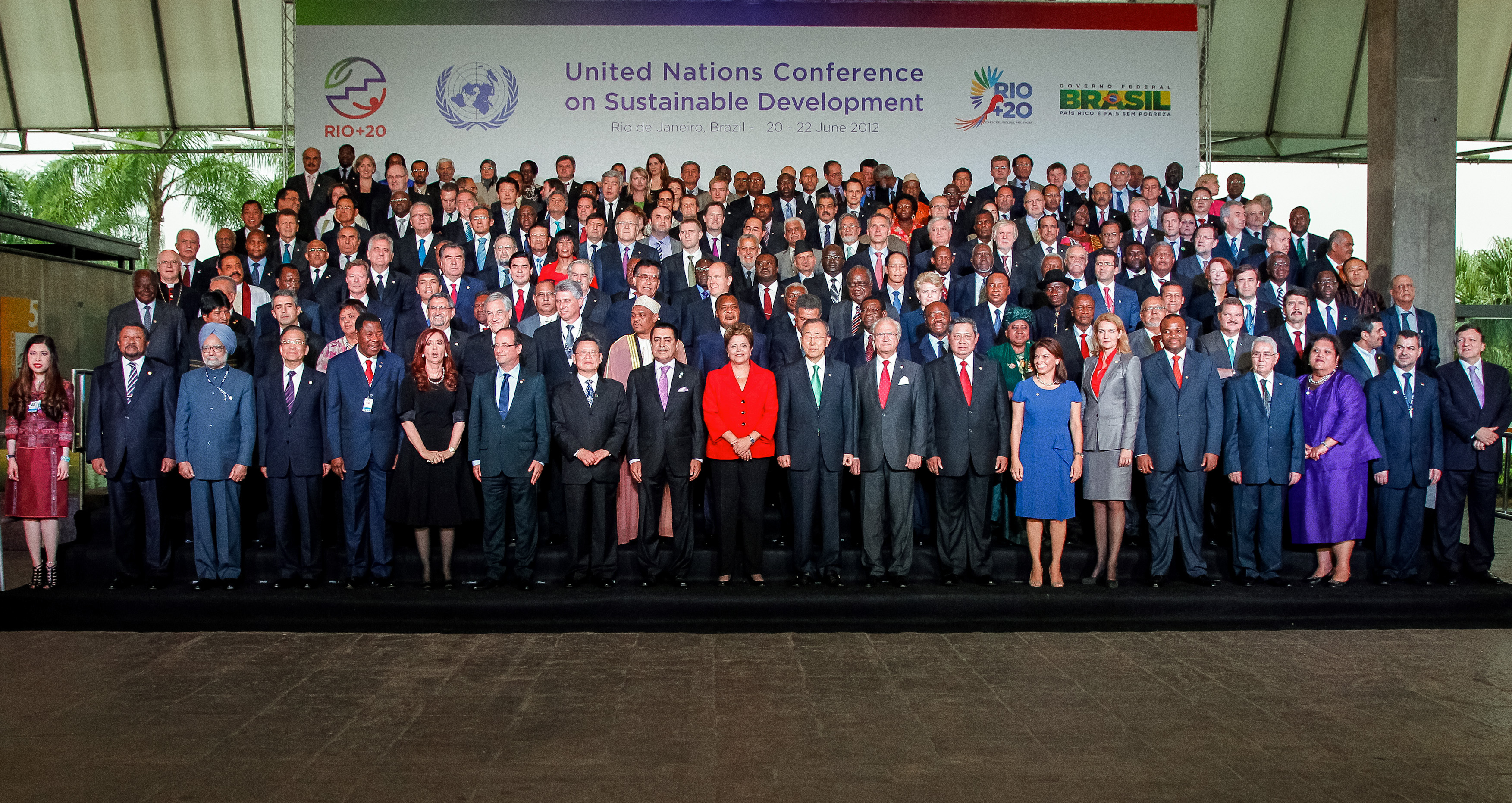
رهبران جهان در ریو+۲۰

- سالی بریشا - نخست‌وزیر (جمهوری آلبانی)[۱]
- بالدوین اسپنسر - نخست‌وزیر (آنتیگوآ و باربودا)[۲]
- کریستینا فرناندس - رئیس‌جمهور (جمهوری آرژانتین)[۳]
- جولیا گیلارد - نخست‌وزیر (استرالیا)[۴]
- اوو مورالس - رئیس‌جمهور (بولیوی)[۵]
- دیلما روسف - رئیس‌جمهور (جمهوری فدراتیو برزیل)
- روسن پلونلیف - رئیس‌جمهور (بلغارستان)
- ون جیابائو - رئیس‌جمهور (جمهوری خلق چین)[۶]
- لورا چینچیلا - رئیس‌جمهور (جمهوری کاستاریکا)
- هله تورنینگ-اشمیت - نخست‌وزیر (پادشاهی دانمارک)
- رافائل کورئا - رئیس‌جمهور (جمهوری اکوادور)[۷]
- فرانسوا اولاند - رئیس‌جمهور (جمهوری فرانسه)[۸]
- تبلمن توماس - نخست‌وزیر (گرنادا)[۹]
- میشل مارتلی - رئیس‌جمهور (جمهوری هائیتی)[۱۰]
- مانموهان سینگ - نخست‌وزیر (جمهوری هند)
- سوسیلو بامبانگ بودهویونو - رئیس‌جمهور (جمهوری اندونزی)
- محمود احمدی‌نژاد - رئیس‌جمهور (جمهوری اسلامی ایران)
- دالیا گریبائوسکایته - رئیس‌جمهور (جمهوری لیتوانی)
- بابورام بهاتارای - نخست‌وزیر (جمهوری فدرال دموکراتیک نپال)[۱۱]
- گودلاک جاناتان - رئیس‌جمهور (جمهوری فدرال نیجریه)[۱۲]
- ینس استولتنبرگ - نخست‌وزیر (پادشاهی نروژ)[۱۳]
- پدرو پاسوس کوئلو - نخست‌وزیر (جمهوری پرتغال)[۱۴]
- دمیتری مدودف - رئیس‌جمهور (فدراسیون روسیه)
- جیکوب زوما - رئیس‌جمهور (جمهوری آفریقای جنوبی)[۱۵]
- لی میونگ باک - رئیس‌جمهور (جمهوری کره)[۱۶]
- ماریانو راخوی - نخست‌وزیر (پادشاهی اسپانیا)[۱۷]
- ماهیندا راجاپاکسا - رئیس‌جمهور (جمهوری دموکراتیک سوسیالیستی سری‌لانکا)[۱۸]
- فردریک راین‌فلت - نخست‌وزیر (پادشاهی سوئد)[۱۹]
- قربانقلی بردی‌محمداف - رئیس‌جمهور (جمهوری ترکمنستان)
- خوزه موخیکا - رئیس‌جمهور (جمهوری شرق اروگوئه)
- رابرت موگابه - رئیس‌جمهور (جمهوری زیمبابوه)

از جمله دیگر حاضران عبارت بودند از:
- کارل گوستاف شانزدهم - پادشاه (پادشاهی سوئد)
- آلبرت دوم - شاهزاده (شاهزاده‌نشین موناکو)
- هانری - دوک اعظم (دوک‌نشین لوکزامبورگ)
- خوزه مانوئل باروسو - رئیس (کمیسیون اروپا)